# La Stratégie du requin
La Stratégie du requin est une nouvelle de science-fiction de Jean-Claude Dunyach, publiée en 1998 dans la revue Galaxies, numéro 9, en 1998.

## Publications
La nouvelle a notamment été publiée en langue française dans :
- Galaxies, no 9, juin 1998 ;
- Déchiffrer la Trame, éd. L'Atalante, coll. La Dentelle du Cygne, mai 2001 ;
- Les Passeurs de millénaires, anthologie, Le Livre de poche, 2005.

Elle a été publiée en anglais sous le titre Shark en 2004.

## Résumé
La nouvelle est racontée sur le ton d'un monologue. Le narrateur est un « Esprit » issu d'un humain, mais déconnecté de son corps d'origine et vivant dans le « Monde numérique ». Esprit fugace, vif et acéré, le narrateur se compare à un requin qui va à la chasse dans les « Grands fonds » du Monde numérique. Il pourchasse et détruit toute sorte de programme, recueille des informations, les modifie, joue avec. C'est un prédateur, mais un prédateur intelligent et joueur.
Un jour, il reçoit une proposition du gouvernement américain : un satellite scientifique russe a capté un message que l'on suppose venu d'une intelligence extraterrestre. Le Requin numérique pourrait-il être envoyé vers l'ordinateur de bord du satellite, et réexpédier une copie du message vers les antennes américaines ? Le narrateur accepte. Il se débarrasse de ses programmes et sous-programmes redondants, obsolètes ou inutiles, et se laisse envoyer sous onde radio dans l'ordinateur central du satellite. Il y découvre l'existence, en effet, d'un message extraterrestre. Mais ce message n'avait pas été envoyé exprès vers la Terre : les humains ont capté ce message parce qu'il passait à proximité de la planète, mais le message n'était pas destiné à être détecté des humains.
Au lieu de renvoyer le message vers les antennes terrestres, le narrateur se dit que s'il arrivait à parvenir à la planète d'émission du message, il pourrait trouver quelque chose de nouveau, de neuf, susceptible de le divertir, mais aussi de le nourrir. Pourquoi rester dans le monde numérique terrestre alors qu'un monde inconnu s'ouvre à lui, recélant d'immenses possibilités ? Et puis, après tout il est un Requin numérique, et il a faim, très faim…